# Anthony Spencer
Anthony E. Spencer II  (* 23. Januar 1984 in Fort Wayne, Indiana) ist ein ehemaliger US-amerikanischer American-Football-Spieler in der National Football League (NFL). Er spielte für die Dallas Cowboys sowie für die New Orleans Saints als Linebacker. 2012 wurde er in den Pro Bowl gewählt.

## College
Spencer besuchte die Purdue University und spielte für deren Team, die Boilermakers, als Defensive End erfolgreich College Football, wofür er auch mehrfach ausgezeichnet wurde, so etwa als MVP seines Teams 2006.

## NFL

### Dallas Cowboys
Beim NFL Draft 2007 wurde er in der 1. Runde als insgesamt 26. von den Dallas Cowboys ausgewählt und zum Linebacker umfunktioniert. In seiner Rookie-Saison kam er bereits in jedem Spiel zum Einsatz. Von 2009 bis 2012 lief er als Starter auf. 2013 zog er sich im ersten Spiel eine Knieverletzung zu und fiel für den Rest der Saison aus. Im vierten Spiel 2014 feierte er sein Comeback, steigerte sich kontinuierlich und zeigte seine besten Leistungen in den Play-offs.

### New Orleans Saints
Am 10. April 2015 unterschrieb Spencer einen Einjahresvertrag mit den New Orleans Saints.
Am 20. Oktober wurde er wieder entlassen.